# 特選!時代劇
「特選!時代劇」（とくせんじだいげき）は、NHK総合でテレビドラマの時代劇を放送する番組枠に冠せられたシリーズタイトルのひとつ。
NHKは「大河ドラマ」とこの番組を2大時代劇として位置づけているが、「大河ドラマ」が史実を題材にした歴史性重視の内容であるのに対し、前身となった「（第一次）木曜時代劇」などの時代から通して娯楽性を重視した内容が多い。

## 概要
ここでは「大衆名作座」「（第1・2・3期）金曜時代劇」「水曜時代劇」「時代劇ロマン」「（第1・2期）木曜時代劇」「（第1・2期）土曜時代劇」、「土曜時代ドラマ」および2012年度以後の地上波での時代劇（ゾーン名定めず）なども含め記述する。
大衆名作座
1965年4月から1966年4月までは金曜20時枠で「大衆名作座」として『人形佐七捕物帳』が放送された。
（第一次）金曜時代劇
1966年4月から1975年10月までは同じ枠で「金曜時代劇」として『赤ひげ』 『天下御免』などが年間（4クール）シリーズとして放送されていた（ただし第3クール〈10月〉に始まりほぼ翌年の10月初めに終了という変則的な枠であった）。この枠の時代劇は、1975年10月 - 1977年3月には『新・坊っちゃん』『いごっそう段六』『丼池太閤記』などの近・現代劇（明治・昭和戦後初期が舞台）が放送されたため一時中断されたものの、1977年4月 - 1978年3月には『鳴門秘帖』が放送され復活した。
水曜時代劇
この後1978年4月 - 1984年3月には、時代劇の放送枠が水曜20時枠（この枠はもともと1960年代から毎週水曜日20時 - 20時45分に放送していた「水曜劇場」〈または水曜ドラマ〉で、当初は現代劇の放送枠であった）に移動して「水曜時代劇」として放送され、『日本巌窟王』『風神の門』『御宿かわせみ』『いのち燃ゆ』などの名作を輩出した。
1984年4月 - 1986年12月は大河ドラマが近・現代劇路線に方向を転換したため、それに代わるシリーズ「新大型時代劇」として、1作品1年間のペースで『宮本武蔵』『真田太平記』『武蔵坊弁慶』の3本を放送した。しかし、1987年から大河ドラマが時代劇に再び路線を戻したため、それ以後の水曜日20時からは時代劇と現代劇路線を混在した「水曜ドラマシリーズ」を放送していた。この時期に放送された時代劇が『びいどろで候〜長崎屋夢日記』（1990年4月 - 7月）である。
（第二次）金曜時代劇・時代劇ロマン・（第三次）金曜時代劇
1991年4月から水曜日20時枠は「NHKスペシャル」（19時30分 - ）に変更されることになり、これに代わる新しい時代劇枠を金曜日の20時 - 20時45分の枠に「金曜時代劇」として放送するようになる。なお1992年度のみコンプレックス形式が採られたため、19時30分 - 20時15分の枠で時代劇を放送、後半30分枠は現代劇の「金曜ドラマ」が併せて放送された。
その後2000年4月の番組大幅改定に伴い、番組枠を月曜日21時15分 - 21時58分に移動して「時代劇ロマン」として1年間放送した後、2001年4月から再び金曜日の21時15分 - 21時58分に戻り、「金曜時代劇」のタイトルも復活した。しかし1999年まで原則として年2本（2クールのドラマが2本）の制作であった時代劇枠は、TV時代劇総体の不振という状況もあって、2000年度以降1本ごとの回数が大幅に減らされた。これを補うため、過去に「正月時代劇」として放送され好評を博した作品を2回分に再編集しアンコール放送することもこの時期から行われるようになった。
（第一次）木曜時代劇
2006年4月の改編でNHK時代劇枠は木曜日の20時 - 20時45分に移動、タイトルも「木曜時代劇」となった。およそ年5本程度が制作された。2008年1月から3月まで放送された『鞍馬天狗』を以って木曜時代劇は終了した。
（第一次）土曜時代劇
2008年4月からは土曜日19時30分から20時の30分番組となり、タイトルも「土曜時代劇」に変更された（NHKプロ野球や、定期的に放送されている特別番組『日本の、これから』などで休止になる日もあった）。
アナログ総合はステレオ放送のみだが、デジタル放送では解説放送が実施されていた。またNHKデジタル衛星ハイビジョンで原則毎週金曜日18時25分から18時55分に先行放映があった。NHKワールド・プレミアムでも同時放送（音声はモノラル）されていたが、NHKプロ野球のクライマックスシリーズや日本シリーズの中継（衛星第1テレビおよびデジタル衛星ハイビジョン単独放送時の同時放送のみ）がある場合は当該週の放送を休止し、翌週に2週分のまとめ放送実施や、総合より先行放送で開始時刻を繰り上げることもあった（2008年11月1日は18時 - 18時30分に繰り上げ放送を実施）。
地上波での終了・BS時代劇へ
テレビの完全デジタル化に伴う編成の抜本見直しに伴い、2011年3月を以て土曜時代劇は終了した。45年間続いてきた総合での娯楽時代劇枠は終了し、NHK BSプレミアムで毎週日曜日に放送する『BS時代劇』に事実上移行した。
地上波放送での娯楽時代劇再開
2012年4月度の改編は正式な定時の枠としての放送はされていないものの、過去にBS時代劇として放送した作品のアンコールとして、『テンペスト』を木曜22時台、『新選組血風録』が日曜13時台の「ドラマアンコール枠」にそれぞれ編成したが、地上波・BSを含めた連続ドラマ枠再強化に伴い、同10月度改編 で開始した「薄桜記」以後から正式に木曜20時台を「時代劇」のゾーンとすることが決定。地上波では1年半ぶりとなる娯楽時代劇ゾーンの復活となった。
なお2013年4月度の改編以後は同時に原則として月1回ペースで『ごきげん歌謡笑劇団』が同枠で編成されることも決まっており、これが放送されるときには休止する。
（第二次）木曜時代劇
2013年8月まで木曜日の20時 - 20時45分では、前年度後期に引き続いて過去にBS時代劇として放送した作品のアンコールを編成していたが、先述の連続ドラマ枠の再強化の一環として、2013年9月19日から放送される『あさきゆめみし 〜八百屋お七異聞』で、土曜時代劇で2011年1月から3月まで放送された『隠密八百八町』以来2年半ぶりに地上波でのオリジナル新作時代劇が再開されると同時に、ゾーン名も「木曜時代劇」として放送されることになった（またこれまで「ドラマアンコール」<近畿地方など一部地域を除く>としていた日曜 13時5分 - 13時50分の枠も当該週の木曜時代劇の再放送に充てることになったが、2014年は1月からスポーツ中継などの単発枠が放送されることになり、水曜日 0時40分 - 1時25分 → 4月から 1時25分 - 2時10分に移転。2015年度は日中の情報番組の編成見直しなどにより、放送次週の同じ木曜 14時5分 - 14時50分に再放送を再移動している）。
「大河ドラマ」「BS時代劇」もそれぞれ継続されているので、NHKの時代劇番組は地上波・BSを含め週3本放送となる（大河ドラマは地上波・BSで同じ作品を放送）
2016年1月から3月まで放送された『ちかえもん』を以って木曜時代劇は終了する予定だったが、2016年4月14日より『鼠、江戸を疾る(第2シーズン)』が放送されるため、期間限定で木曜20時台の時代劇が放送される。
（第二次）土曜時代劇
2016年4月改編で（第二次）木曜時代劇が放送されていた時間に『ファミリーヒストリー』と『所さん!大変ですよ』が移動するため、時代劇枠を土曜日の18時10分 - 18時45分に移動し、ゾーン名も「土曜時代劇」として放送されることになった。同様に作品の入れ替わり時期を中心として年数回程度、同じ時間帯で新番組『歌う!SHOW学校』（五木ひろし司会の公開音楽バラエティ）を放送する。
土曜時代ドラマ
2017年4月改編より土曜日の18時5分 - 18時45分に放送枠を拡大し、「土曜時代ドラマ」へと改称してリニューアル。シニア層が多い時代劇の視聴者を若年層にまで広げるため、「新しい時代劇」に挑戦。描かれる時代を明治、大正、昭和（戦前）まで拡大して、エンドロールにミニ料理コーナーを配した第1弾『みをつくし料理帖』、戦前の昭和を舞台としたおしゃれなラブコメディの第2弾『悦ちゃん〜昭和駄目パパ恋物語〜』、人気コミックを原作に戦国時代へのタイムスリップを描いた第3弾『アシガール』と、旧来の時代劇とは一線を画した時代劇作品をラインアップしている。時代劇の枠を外したことで、昭和初期を描く『悦ちゃん』がラインナップされている。2018年4月から2021年3月までは、『土曜ドラマ』（21時枠 不定期で年数回中編放送）、『よるドラ』（23時30分枠、2021年4月より月曜日22時45分 - 23時15分に移動）と夜間帯の連続ドラマ枠が3本放送されていたが、同時期から当番組枠は過去にNHK BSプレミアムの「BS時代劇」として過去に放送されたものを再編集したものも随時放送されているが、「土曜時代ドラマ」のためのオリジナルは2018年10月期に放送された『ぬけまいる〜女三人伊勢参り』を最後に途絶え、以後はBS時代劇の再編集のみとなった（これにより事実上新作はBS時代劇に再統合されることになる）。
2021年6月26日より7月10日までの3週、同時間帯にて『超速パラヒーロー ガンディーン』を放送。これ以降の「土曜時代ドラマ」枠としての処遇は未定・不明であったが、同年9月11日より再開された。2022年度の番組改編で土・日曜日に教養新番組を放送するため、本枠が終了することになった。
特選!時代劇
2022年4月より、地上波での娯楽時代劇の枠は日曜6時10分 - 6時53分にて『特選!時代劇』を放送開始。当面は『土曜時代劇・時代ドラマ』枠と同じく、オリジナル版は放送せず、過去に総合もしくはBSプレミアムで放送された娯楽時代劇の再放送・または再構成したものを充当させる。
なお、地上波では2022年12月まで新作の娯楽時代劇は放送されなかったが、2023年1月期と、2023年10月期に、普段は現代劇を放送している火曜日22時からの「ドラマ10」の枠で「大奥」が放送されている。

## 放送された作品
水曜・木曜・金曜時代劇（大衆名作座・時代劇ロマン含む）では、次のような作品が放送されてきた。

### 大衆名作座（1965年度）
- 人形佐七捕物帳（1965年4月 - 1966年4月）

### 金曜時代劇（1966 - 1977年度）
- 大岡政談 池田大助捕物帳（1966年4月 - 1967年3月）
- 文五捕物絵図（1967年4月 - 1968年10月）
- 開化探偵帳（1968年11月 - 1969年10月）
- 鞍馬天狗（1969年10月 - 1970年10月）
- 男は度胸（1970年10月 - 1971年10月）
- 天下御免（1971年10月 - 1972年10月）
- 赤ひげ（1972年10月 - 1973年9月）
- 天下堂々（1973年10月 - 1974年9月）
- ふりむくな鶴吉（1974年10月 - 1975年10月）
- 鳴門秘帖（1977年4月 - 1978年3月）

### 水曜時代劇（1978 - 1983年度）
- 早筆右三郎（1978年4月 - 12月）
- 日本巌窟王（1979年1月 - 6月）
- 風の隼人（1979年8月 - 1980年4月）
- 風神の門（1980年4月 - 10月）
- 御宿かわせみ（1980年10月 - 1981年3月）
- いのち燃ゆ（1981年4月 - 10月）
- なにわの源蔵事件帳（1981年10月 - 1982年4月）
- 立花登 青春手控え（1982年4月 - 9月）
- 御宿かわせみ（1982年10月 - 1983年4月）
- 壬生の恋歌（1983年4月 - 10月）
- 新・なにわの源蔵事件帳（1983年11月 - 1984年3月）
  - 1984 - 1986年度については新大型時代劇参照。
- びいどろで候〜長崎屋夢日記（1990年4月 - 7月）

### 金曜時代劇（1991 - 1999年度）
- 赤頭巾快刀乱麻（1991年4月 - 8月）
- 近松青春日記（1991年9月 - 11月）
- 腕におぼえあり（1992年4月 - 6月）
- 腕におぼえあり2（1992年9月 - 11月）
- 腕におぼえあり3（1993年1月 - 3月）
- 清左衛門残日録（1993年4月 - 7月）
- はやぶさ新八御用帳（1993年9月 - 1994年3月）
- 大江戸風雲伝（1994年4月 - 7月）
- 戦国武士の有給休暇（1994年8月 - 9月）
- 十時半睡事件帖（1994年9月 - 1995年3月）
- 宝引の辰捕者帳（1995年3月 - 8月）
- とおりゃんせ〜深川人情澪通（1995年9月 - 1996年3月）
- 夢暦長崎奉行（1996年3月 - 9月）
- 天晴れ 夜十郎（1996年9月 - 1997年3月）
- 新・半七捕物帳（1997年4月 - 8月）
- 寺子屋ゆめ指南（1997年9月 - 1998年3月）
- 物書同心いねむり紋蔵（1998年4月 - 9月）
- 新・腕におぼえあり（1998年9月 - 1999年3月）
- しくじり鏡三郎（1999年4月 - 9月）
- スキッと一心太助（1999年9月 - 2000年3月）

### 時代劇ロマン（2000年度）
- 一絃の琴（2000年3月 - 7月）
- 柳橋慕情（2000年8月 - 12月）
- 藤沢周平の人情しぐれ町（2001年1月 - 3月）

### 金曜時代劇（2001 - 2005年度）
- お登勢（2001年4月 - 6月）
- 茂七の事件簿 ふしぎ草紙（2001年6月 - 9月）
- 山田風太郎 からくり事件帖（2001年9月 - 11月）
- 五瓣の椿（2001年11月 - 12月）
- 逃亡（2002年1月 - 2月）
- 藏（2002年2月 - 3月）：再編集版
- 平岩弓枝のお美也（2002年4月 - 5月）
- 命捧げ候（2002年6月）：再編集版
- 茂七の事件簿 新ふしぎ草紙（2002年6月 - 9月）
- 春が来た（2002年9月 - 11月）
- はんなり菊太郎〜京・公事宿事件帳〜（2002年11月 - 12月）
- 人情とどけます〜江戸・娘飛脚〜（2003年1月 - 3月）
- 御宿かわせみ（2003年4月 - 5月）
- ゆうれい、貸します〜お染・恋の七変化〜（2003年6月 - 7月）
- 茂七の事件簿3 ふしぎ草紙（2003年7月 - 8月）
- 蝉しぐれ（2003年8月 - 10月）
- 転がしお銀〜父娘あだ討ち江戸日記〜（2003年10月 - 12月）
- はんなり菊太郎2〜京・公事宿事件帳〜（2004年1月 - 2月）
- 茂七の事件簿セレクション（2004年2月 - 3月）
- 御宿かわせみ〜第二章〜（2004年4月 - 7月）
- 慶次郎縁側日記（2004年8月 - 10月）
- 最後の忠臣蔵（2004年11月 - 12月）
- 華岡青洲の妻[6]（2005年1月 - 3月）
- 慶次郎縁側日記（2005年3月）：再放送
- 柳生十兵衛七番勝負（2005年4月 - 5月）
- 御宿かわせみ〜第三章〜（2005年5月 - 8月）
- 秘太刀 馬の骨（2005年8月 - 9月）
- 慶次郎縁側日記2（2005年10月 - 12月）
- 出雲の阿国（2006年1月 - 2月）
- 柳生十兵衛七番勝負（2006年2月 - 3月）：再放送

### 木曜時代劇（2006 - 2007年度）
- 柳生十兵衛七番勝負 島原の乱（2006年4月 - 5月）
- 次郎長背負い富士（2006年6月 - 8月）
- ちいさこべ〜若棟梁と九人の子〜（2006年9月 - 10月）
- 慶次郎縁側日記3（2006年10月 - 12月）
- 新・はんなり菊太郎〜京・公事宿事件帳〜（2007年1月 - 3月）
- またも辞めたか亭主殿〜幕末の名奉行・小栗上野介〜（2007年3月）：再編集版
- 柳生十兵衛七番勝負 最後の闘い（2007年4月 - 5月）
- 夏雲あがれ（2007年6月 - 7月）
- 陽炎の辻〜居眠り磐音 江戸双紙〜（2007年7月 - 10月）
- 風の果て（2007年10月 - 12月）
- 新選組!! 土方歳三 最期の一日（2007年12月）：再編集版
- 鞍馬天狗（2008年1月 - 3月）

### 土曜時代劇（2008 - 2010年度）
このシリーズを最後に、チャンネル再編でNHK総合での放送枠はいったん消滅。
- オトコマエ!（2008年4月 - 7月）
- 陽炎の辻2〜居眠り磐音 江戸双紙〜（2008年9月 - 11月）
- 浪花の華〜緒方洪庵事件帳〜（2009年1月 - 3月）
- 陽炎の辻3〜居眠り磐音 江戸双紙〜（2009年4月 - 8月）
- オトコマエ!2（2009年9月 - 12月）
- 咲くやこの花（2010年1月 - 3月）
- まっつぐ〜鎌倉河岸捕物控〜（2010年4月 - 8月）
- 桂ちづる診察日録（2010年9月 - 12月）
- 隠密八百八町（2011年1月 - 3月）

### 2012年度 - 2013年8月
基本的にBS時代劇の地上波放送。
- テンペスト（2012年4月 - 6月 木曜日22時 - 22時45分放送）
- 新選組血風録（2012年4月 - 6月 日曜日13時5分 - 13時50分放送）

以下は木曜日20時 - 20時45分放送
- 薄桜記（2012年10月 - 12月）
- 塚原卜伝（2013年1月 - 3月）
- 猿飛三世（2013年4月 - 6月）
- 妻は、くノ一（2013年6月 - 8月）

### 木曜時代劇（2013年9月 - 2016年6月）
- あさきゆめみし 〜八百屋お七異聞（2013年9月19日 - 11月21日、主演：前田敦子、脚本：ジェームス三木）[7]
- 鼠、江戸を疾る（2014年1月9日 - 3月20日、主演：滝沢秀明、脚本：大森寿美男・川﨑いづみ、原作：赤川次郎、製作：NEP・光和インターナショナル）[8]
- 銀二貫（2014年4月10日 - 6月5日、主演：林遣都、脚本：森脇京子・岡本貴也、原作：髙田郁、製作：NHK大阪・松竹撮影所）[9]
- 吉原裏同心（2014年6月26日 - 9月18日、主演：小出恵介、脚本：尾崎将也、原作：佐伯泰英、製作：NEP）[10]
- ぼんくら（2014年10月16日 - 12月18日、主演：岸谷五朗、脚本：尾西兼一、原作：宮部みゆき、製作：NEP）[11]
- 風の峠〜銀漢の賦〜（2015年1月15日 - 2月19日、主演：中村雅俊、脚本：森下直・西井史子、原作：葉室麟）[12]
- かぶき者 慶次（2015年4月9日 - 6月18日、主演：藤竜也、脚本：小松江里子、原案：火坂雅志）[13]
- まんまこと〜麻之助裁定帳〜（2015年7月16日 - 10月1日、主演：福士誠治、脚本：吉田紀子、原作：畠中恵）[14][15]
- ぼんくら2（2015年10月22日 - 12月3日 、主演：岸谷五朗、脚本：尾西兼一、原作：宮部みゆき、製作：NEP）[16]
- ちかえもん（2016年1月14日 - 3月3日、主演：青木崇高、松尾スズキ、脚本：藤本有紀）[17]
- 鼠、江戸を疾る2  (2016年4月14日 - 6月2日、主演：滝沢秀明、原作：赤川次郎) ※木曜時代劇とは別枠扱い

### 土曜時代劇（2016年5月 - 2017年2月）
- 一路（2016年5月7日 - 7月9日、主演：永山絢斗、脚本：渡邉睦月、原作：浅田次郎） - 「BS時代劇」で放送されたものを35分に再編集して放送[18]
- 忠臣蔵の恋〜四十八人目の忠臣〜（2016年9月24日 - 2017年2月25日、主演：武井咲、原作：諸田玲子）[19]

### 土曜時代ドラマ（2017年5月 - 2022年3月）
- みをつくし料理帖（2017年5月13日 - 7月8日、主演：黒木華、原作：高田郁）
- 悦ちゃん〜昭和駄目パパ恋物語〜（2017年7月15日 - 9月16日、主演：ユースケ・サンタマリア、原作：獅子文六）
- アシガール（2017年9月23日 - 12月16日、主演：黒島結菜、原作：森本梢子）[20]
- そろばん侍 風の市兵衛（2018年5月19日 - 7月21日、主演：向井理、原作：辻堂魁）
- 赤ひげ（2018年9月1日 - 10月20日、主演：船越英一郎、原作：山本周五郎） - 「BS時代劇」で放送されたものを35分に再編集して放送
- ぬけまいる〜女三人伊勢参り（2018年10月27日 - 12月22日、主演：田中麗奈、原作：朝井まかて）
- 幕末グルメ ブシメシ!2（2019年1月19日 - 3月9日、主演：瀬戸康史、原作：土山しげる） - BSプレミアムで放送されたものを38分に拡大して放送[21]
- 雲霧仁左衛門（2019年4月6日 - 5月18日、主演：中井貴一、原作：池波正太郎） - 2013年にBSで放送。
- 雲霧仁左衛門2（2019年5月25日 - 7月20日、主演：中井貴一、原作：池波正太郎） - 2015年にBSで放送。
- 小吉の女房（2019年7月27日 - 9月21日、主演：沢口靖子） - 「BS時代劇」で放送されたものを38分に再編集して放送。
- 大富豪同心（2019年10月5日 - 2020年1月11日、主演：中村隼人、原作：幡大介） - 「BS時代劇」で放送されたものを38分に再編集して放送。
- 螢草 菜々の剣（2020年1月25日 - 3月21日、主演：清原果耶、原作：葉室麟） - 「BS時代劇」で放送されたものを38分に再編集して放送。
- 雲霧仁左衛門3（2020年4月11日 - 5月30日、主演：中井貴一、原案：池波正太郎） - 「BS時代劇」で放送されたものを再編集して放送。
- 雲霧仁左衛門4（2020年6月6日 - 7月18日、主演：中井貴一、原案：池波正太郎） - 「BS時代劇」で放送されたものを再編集して放送。
- 子連れ信兵衛（2020年9月19日 - 10月31日、主演：高橋克典、原作：山本周五郎） - 「BS時代劇」で放送されたものを再編集して放送[22]。
- 子連れ信兵衛2（2020年11月7日 - 12月26日、主演：高橋克典、原作：山本周五郎） - 「BS時代劇」で放送されたものを再編集して放送[22]
- 立花登 青春手控え2（2021年1月9日 - 3月6日、主演：溝端淳平、原作：藤沢周平） - 「BS時代劇」で放送されたものを再編集して放送[23]
- 立花登 青春手控え3（2021年4月17日 - 6月12日、主演：溝端淳平、原作：藤沢周平） - 「BS時代劇」で放送されたものを再編集して放送。
- 大江戸もののけ物語（2021年9月11日 - 10月30日）※ 9月18日は休止、主演：岡田健史、本郷奏多 ） - 「BS時代劇」で放送されたものを再編集して放送[4]。
- 明治開化 新十郎探偵帖（2021年11月6日 - 2022年1月1日、主演：福士蒼汰、原作：坂口安吾） - 「BS時代劇」で放送されたものを再編集して放送[24]。
- 小吉の女房2（2022年1月8日 - 3月12日、主演：沢口靖子） - 「BS時代劇」で放送されたものを再編集して放送。

### 特選!時代劇（2022年4月 - ）
- 雲霧仁左衛門（2022年4月10日 - 5月15日 主演：中井貴一、國村隼） - 2013年10月 - 11月「BS時代劇」で放送されたものを再編集して放送。
- 雲霧仁左衛門2（2022年5月22日 - 7月10日 主演：中井貴一、國村隼、田村亮） - 2015年2月 - 3月「BS時代劇」で放送されたものを再編集して放送。
- 赤ひげ（第1シーズン）（2022年7月24日 - 9月25日 主演：船越英一郎） - 2017年11月 - 12月「BS時代劇」で放送されたものを再編集して放送。
- 伝七捕物帳（第1シーズン）（2022年10月2日 - 11月27日 主演：中村梅雀）- 2016年7月 - 9月「BS時代劇」で放送されたものを再編集して放送。
- 五瓣の椿（2022年12月4日 - 2023年1月8日 主演：国仲涼子）- 2001年11月 - 12月「金曜時代劇」で放送されたものを再編集して放送。
- 大富豪同心（2023年1月15日 - 3月19日 主演：中村隼人）- 2019年5月 - 7月「BS時代劇」で放送されたものを再編集して放送。
- 大富豪同心2（2023年3月26日 - 5月21日 主演：中村隼人）- 2021年5月 - 7月「BS時代劇」で放送されたものを再編集して放送。
- 雲霧仁左衛門3（2023年5月28日 - 7月16日 主演：中井貴一）- 2017年1月 - 2月「BS時代劇」で放送されたものを再編集して放送。
- 雲霧仁左衛門5（2023年7月23日 - 9月17日 主演：中井貴一）- 2022年1月 - 3月「BS時代劇」で放送されたものを再編集して放送。
- お登勢（2023年9月24日 - 12月17日 主演：沢口靖子）- 2001年4月 - 6月「金曜時代劇」で放送されたものを再編集して放送。
- 善人長屋（2023年12月24日 - 2024年2月18日 主演：中田青渚）- 2022年7月 - 8月「BS時代劇」で放送されたものを再編集して放送。
- 柳生十兵衛七番勝負（2024年2月25日 - 3月31日 主演：村上弘明）- 2005年4月 - 5月「金曜時代劇」で放送されたものを再編集して放送。
- 茂七の事件簿 ふしぎ草紙（2024年4月14日 - 6月16日 主演：高橋英樹）- 2001年6月 - 9月「金曜時代劇」で放送されたものを再編集して放送。
- 広重ぶるう（2024年6月23日 - 7月7日 主演：阿部サダヲ） - 2024年3月23日BSプレミアム4K「特集ドラマ」で放送されたものを再編集して放送。
- 塚原卜伝（2024年7月14日 - 9月1日 主演：堺雅人） - 2011年10月 - 11月「BS時代劇」で放送されたものを再編集して放送。
- 大富豪同心3（2024年9月8日 - 10月27日 主演：中村隼人）- 2023年6月 - 8月「BS時代劇」で放送されたものを再編集して放送。
- 雲霧仁左衛門6（2024年11月3日 - 12月22日 主演：中井貴一）- 2023年8月 - 10月「BS時代劇」で放送されたものを再編集して放送。
- あきない世傳 金と銀（2025年1月5日 - 2025年2月23日 主演：小芝風花）- 2023年12月 - 2024年1月「BS時代劇」で放送されたものを再編集して放送。
- 大岡越前7（2025年3月2日 - 4月20日 主演：高橋克典）- 2024年6月 - 8月「BS時代劇」で放送されたものを再編集して放送。
- 慶次郎縁側日記3（2025年4月27日 - 6月29日 主演：高橋英樹）- 2006年10月 - 12月「木曜時代劇」で放送されたものを再編集して放送。
- 子連れ信兵衛（2025年7月6日 - 8月10日 主演：高橋克典）- 2015年11月 - 12月「BS時代劇」で放送されたものを再編集して放送。